# 苓雅路
苓雅路（Lingya Rd.）為高雄市苓雅區的東西向重要道路，本道路共分為二個部分。起端於光華一路，末端於永泰路。

## 行經行政區域
- 苓雅區

## 分段
苓雅路共分為二個部分：
- 苓雅一路：東起於光華一路口，西於中山二路口接苓雅二路。
- 苓雅二路：東於中山二路口接苓雅一路，西止於永泰路口。

## 沿線設施
（由東至西）
- 苓雅一路
  - 高雄市苓雅區四維國小
  - 復華中學
  - 高雄市政府四維行政中心
    - 高雄銀行市府分行（市府大樓1樓）

  - 苓雅區行政中心
  - 四維立體停車場
  - 忠孝夜市
  - 高雄市苓雅區苓雅國中
  - 生日公園
  - 高雄市政府警察局苓雅分局
- 苓雅二路
  - 自強夜市
  - 苓雅市場
  - 鼓山亭

## 公共自行車
- 高雄市公共自行車租賃系統：
  - 中華苓雅二路口：中華四路153號(前人行道)
  - 中山苓雅二路口：中山二路/苓雅二路(西北側)
  - 四維行政大樓：民權一路/苓雅一路西南側

## 相關連結
- 高雄市主要道路列表